# Karmelitenkloster Stella Maris

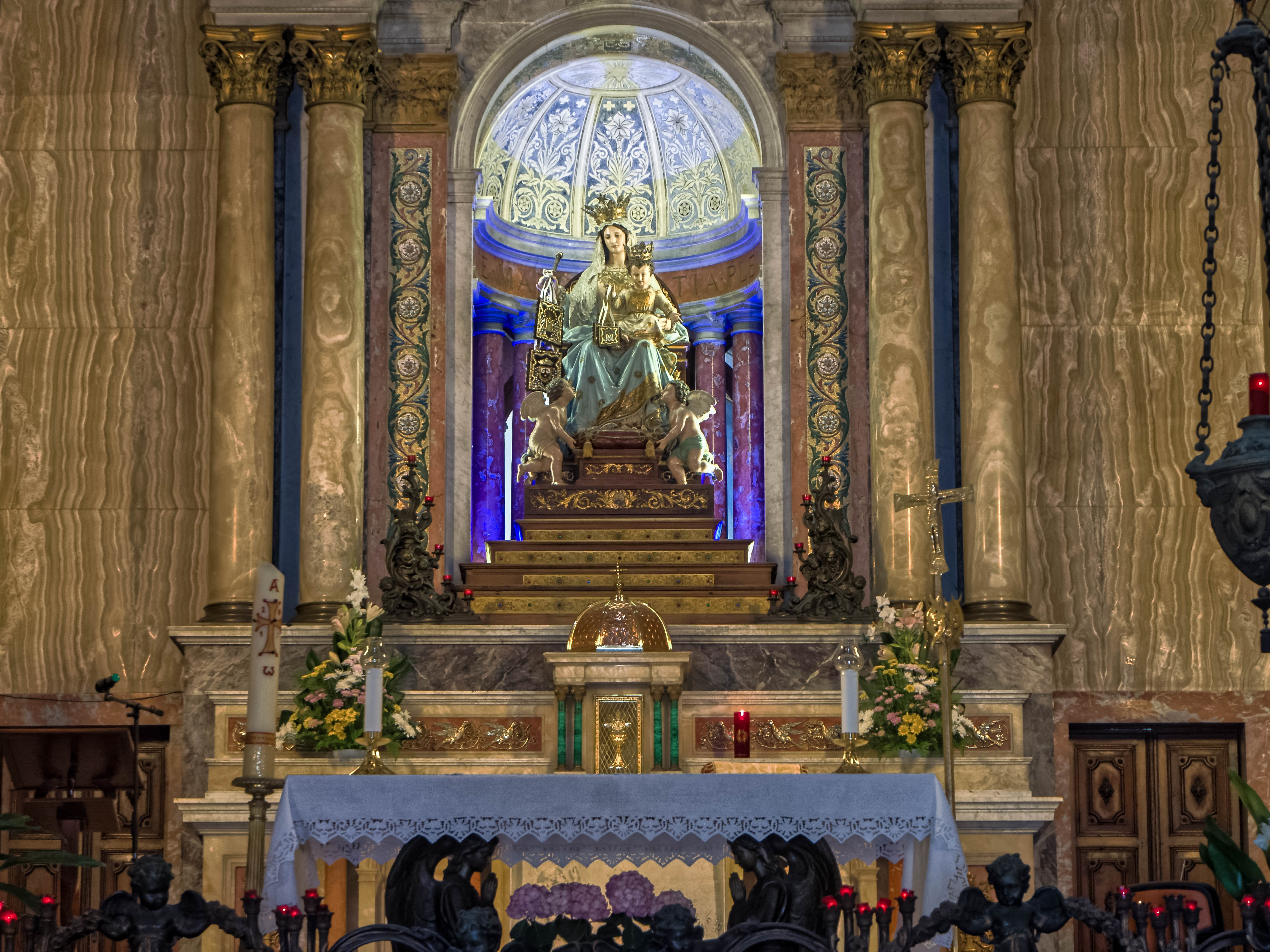
Blick auf den oberen Altarraum

Das Karmelitenkloster Stella Maris (lateinisch Stella Maris ‚Stern des Meeres‘) befindet sich am Hang des Karmelgebirges in Haifa in Israel. Der Name Stella Maris ist eine Anrufung Marias, der Mutter Jesu Christi.
Der aus dem 19. Jahrhundert stammende Kirchenbau und das Kloster Stella Maris befinden sich am Westhang des Berges Karmel in der israelischen Hafenstadt Haifa.

## Geschichte
Nach dem 1. Buch der Könige kam es auf dem Berg Karmel im 9. Jahrhundert v. Chr. zur Machtprobe zwischen Elija und den Baalspropheten (1 Kön 18,37-39 ). Über einer Grotte, die an den Aufenthalt des Elija erinnert, wurde die Wallfahrtsstätte Stella Maris errichtet.
Im 12. Jahrhundert, unter der Herrschaft der Kreuzritter, besiedelten erstmals Eremiten Höhlen am Berg Karmel, um das Leben des Propheten Elija nachzuahmen.
Aufgrund der Eroberung Haifas durch die Mamluken wurden 1291 die Heiligtümer des Karmel zerstört.
Im Jahre 1836 wurde der heutige Kirchenbau fertiggestellt.
Im 20. Jahrhundert nahmen einige renommierte Architekten Umbauten und Erweiterungen der Anlage vor, darunter auch Al Mansfeld.